# الشيخ إدريس
الشيخ إدريس قرية سورية تتبع ناحية سراقب في منطقة مركز إدلب في محافظة إدلب. بلغ عدد سكانها 3,881 نسمة في عام 2004 حسب إحصاء المكتب المركزي للإحصاء.